# Giovanni Bembo
Giovanni Bembo (ur. 21 sierpnia 1543, zm. 16 marca 1618) – doża Wenecji od 1615.